# Prea mic pentru un război atît de mare
Prea mic pentru un război atît de mare este un film românesc din 1970 regizat de Radu Gabrea. Rolurile principale au fost interpretate de actorii Mihai Filip, Mircea Albulescu, Jean Constantin și Gheorghe Cozorici.

## Distribuție
- Mihai Filip — Mihai, copilul de trupă[2]
- Mircea Albulescu — soldatul bărbos
- Gheorghe Cozorici — locotenentul
- Jean Constantin — soldatul negricios
- Gheorghe Dinică — plutonierul
- Ernest Maftei — soldatul cărunt
- Dan Nuțu — Dan, soldatul brunet, refugiat din Transilvania de Nord
- Ileana Popovici — învățătoarea
- Ștefan Radof — soldatul bucătar
- Liviu Rozorea — soldatul german care vrea să se întoarcă acasă
- Ovidiu Schumacher — soldatul vesel
- Nicolae Wolcz — clovnul de la bâlci
- Petre Gheorghiu-Goe — soldatul slăbănog
- Costel Iordache
- Gelu Manolache
- Florin Măcelaru
- Simion Negrilă
- Rudy Rosenfeld — soldatul cu ochelari (menționat Rudi Rosenfeld)
- Aristide Teică — caporalul chel
- Radu Cazan
- Mihail Markovschi
- Andonis Lazos
- Constantin Lazăr
- Octavian Rusu
- Petre Nicolau
- Emil Bogdan
- Dietrich Strasser
- Iosif Diacu

## Producție
Scenariul a fost inspirat de o idee a colonelului Aurel Petri. Filmările au avut loc în vara anului 1969, cu exterioare la Ocna Sibiului, Sinaia, Câmpulung Muscel și Târgu Mureș. Cheltuielile de producție s-au ridicat la 5.687.000 lei.
Muzica a fost compusă de Corneliu Cezar.

## Primire
Filmul a fost vizionat de 975.874 de spectatori în cinematografele din România, după cum atestă o situație a numărului de spectatori înregistrat de filmele românești de la data premierei și până la data de 31 decembrie 2014 alcătuită de Centrul Național al Cinematografiei.